# Lucian Marinescu
Lucian Cristian Marinescu (Bucarest, 24 giugno 1972) è un procuratore sportivo ed ex calciatore rumeno, di ruolo centrocampista.

## Palmarès

### Club

#### Competizioni nazionali
- Coppa di Romania: 1

Rapid Bucarest: 1997-1998